# 1,2-Dibromoctan
1,2-Dibromoctan ist eine zweifach bromierte aliphatische Verbindung, meist ein 1:1-Gemisch (Racemat) des (R)- und des (S)-Enantiomers. Wenn in diesem Artikel oder in der wissenschaftlichen Literatur „1,2-Dibromoctan“ ohne Präfix erwähnt wird, ist das Racemat (RS)-1,2-Dibromoctan gemeint.

## Darstellung
Racemisches 1,2-Dibromoctan kann im Labormaßstab unter Kühlung durch elektrophile Addition von Brom an  1-Octen dargestellt werden:
{\displaystyle \mathrm {C_{8}H_{16}+Br_{2}\longrightarrow C_{8}H_{16}Br_{2}} }

### Nebenreaktion
Bei einer homolytischen Spaltung des Brom-Moleküls kann eine Radikalkettenreaktion durch das Brom-Radikal stattfinden. Dies wird begünstigt durch eine erhöhte Reaktionstemperatur oder energiereiches Licht. Typische Nebenprodukte sind 3-Brom-1-octen durch Allylbromierung und niedere Oligomere.

## Verwendung
1,2-Dibromoctan wird in der chemischen Industrie als Synthesegrundlage verwendet. In der EU wurde die Verbindung nur vorregistriert, aber nicht registriert.